# Mitologie comparată

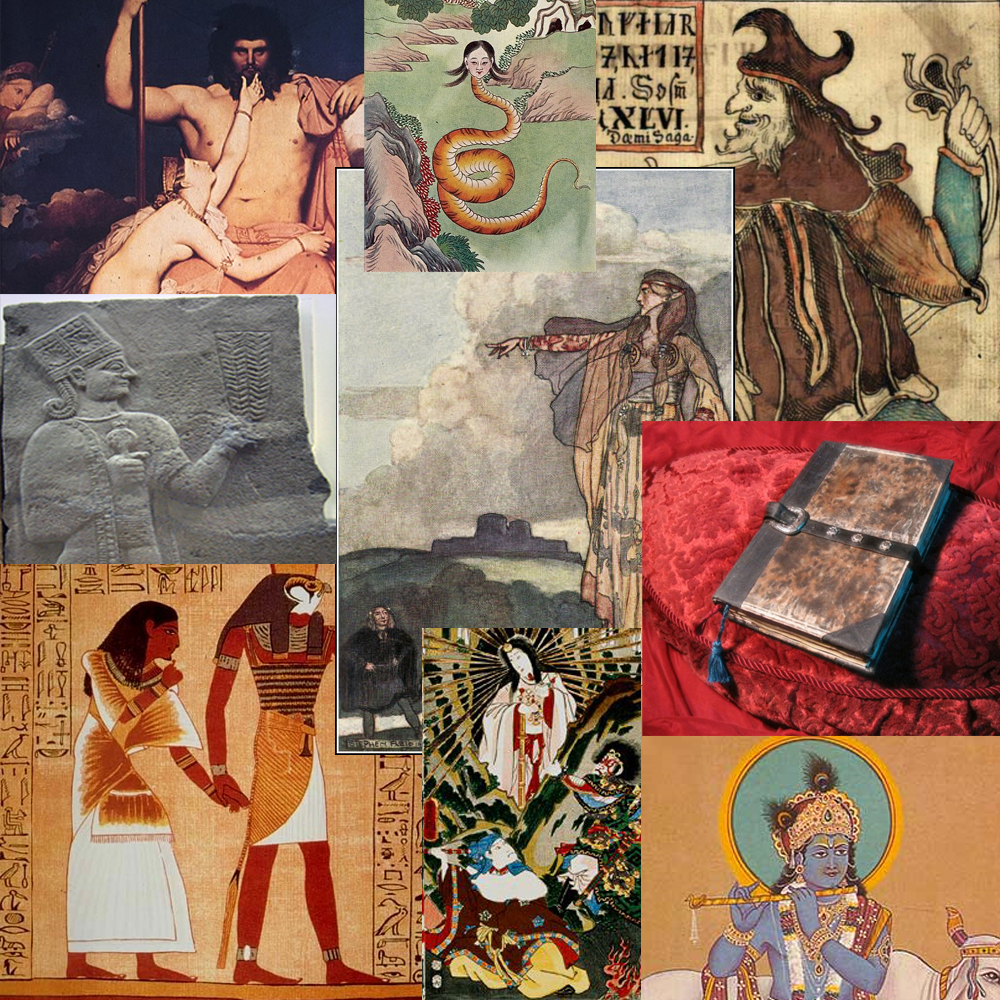
Diverse mitologii

Mitologia comparată reprezintă studiul mitologiilor din diverse culturi pentru identificarea temelor, structurilor narative și a altor caracteristici pe care acestea le au în comun. Acest domeniu influențează diverse domenii conexe precum critică literară, teologie, antropologie și psihologie.
Specialiști în mitologie comparată au fost James George Frazer, Claude Lévi-Strauss, Joseph Campbell, Mircea Eliade și Ioan Petru Culianu.

## Istorie
Primele asemănări structurale au fost observate la nivel lingvistic în secolul al XVIII-lea. Sir William Jones a afirmat într-un discurs ținut în 1786 la Calcutta că:
„Limba sanscrită, oricare i-ar fi vechimea, are o structură minunată, mult mai perfectă decit cea greacă, mai copioasă decât cea latină și mai rafinată decît amindouă, totuși avînd legături puternice cu amîndouă, și în rădăcini verbale, și in formele gramaticale, ce nu ar fi putut fi create accidental.” 
 Cercetătorii au descoperit la scurt timp destule dovezi pentru a ajunge la concluzia că limbile indo-europene aveau la rădăcină o limbă comună. De aici au pornit și discuții privind asemănările dintre divinități și episoade mitologice în diferite culturi, concepte care rămân esențial legate de lingvistică, care guvernează felul de exprimare al diferitelor concepte și definește într-un final cultura. În concluzie, asemenea limbilor, și mitologia, de exemplu, cea românească, trebuie studiată în contextul populațiilor indo-europene.
Max Müller a fost unul dintre pionierii acestui tip de studii, întemeind școala naturistă, cunoscută și ca mitologia solară. Ideea sa de bază era că mitologia are la bază fenomene naturale și acesta a folosit metoda comparativă pentru prima dată în cadrul mitologiilor indo-europene. Metoda a fost ulterior aplicată de școala funcționalistă, cunoscută și ca Radcliff-Brown, continuată de Bronisław Malinowski. Aceștia considerau mitul ca un vehicul care stabilea și legitima comportamentele comunității. Teoria ritualistă a fost întemeiată de W. Robertson Smith, devenind cunoscută pe plan mondial prin lucrarile lui James Frazer, ale căror observații un restructurat studiul mitologiei indo-europene. În psihanaliză, Freud și Jung au observat asemănări între pacienți și arhetipuri în mitologie. Domeniul a înflorit sub influența așa-numitei „Școli de la Viena”, reprezentată de Leo Frobenius, Friz Graebner, Wilhelm Schmidt, care cerceta în mit stratificările istorice ale culturilor arhaice. O altă contribuție semnificativă vine din partea școlii structuraliste, care punea accentul dintre metalitatea umană și structurile binare în opoziție. Școala tripartită a lui Georges Dumézil, influențat de școala funcționalistă, scotea în evidență cele trei clase sociale corespunzătoare celor trei facultăți fundamentale în filozofia lui Platon: filozofii, paznicii, meșteșugarii. Acesta a scos în evideță că numele zeilor nu sunt similare mereu, dar funcțiile pe care zeii le ocupă sunt, marcând o nouă direcție de studiu pentru mitologia comparativă.

## Elemente narative comune în mitologie
Vezi și Mit

### Mitul cosmogonic
Articol principal Geneză (mitologie) și Mitul creației
Mitul cosmogonic (din greacă κόσμος, transliterat: cosmos „lumea” și greacă γί(γ)νομαι / γέγονα „apariție” sau „naștere”) este un mit despre apariția lumii. Majoritatea culturilor încearcă să explice apariția lumii cu ajutorul mitologiei. De exemplu:
- În mitologia egipteană, soarele se ridică peste o mare haotică și fără viață și lumea răsare dintre valuri
- În mitologia nordică, gigantul Imir este omorât de zei și lumea este creată din rămășițele lui și gheață peste groapa abisală Ginnungagap[3][4]
- În mitologia tibetană, cosmosul se naște dintr-un ou.[5]

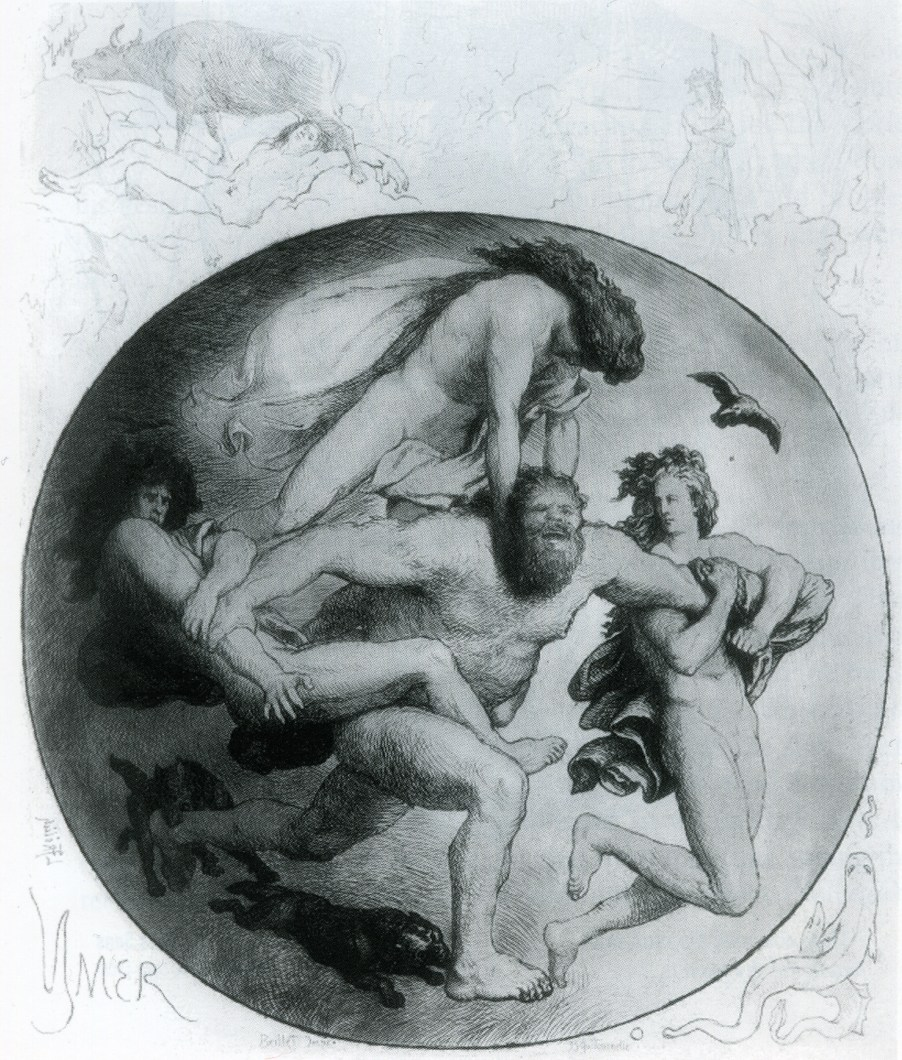
Gigantul Imir, ucis de Odin și frații săi, de Lorenz Frølich

#### Sacrificiul pentru a crea
Un tip de mit care reprezintă noțiunea că o parte a realității este creată prin moartea unei entități divine. 
- Pan ku în mitologia chineză
- Corpul fetei ucise Hainuwele dă naștere unei recolte în mitologia indonesiană
- Zeița Tiamat în mitologia mesopotamiană apare ca un dragon care este ucis de zeul Marduk, care efectuează din corpul acestuia a doua cosmogonie, cea post-potop
- Gigantul Imir în mitologia nordică[3][4]
- Zeul Purușa în mitologia vedică indiană

În lucrarea sa Myth, Cosmos, and Society; Indo-European Themes of Creation and Destruction („Mit, cosmos și societate: teme indo-europene ale creației și distrugerii”, Haward Univ. Press, 1986), autorul Bruce Lincoln compară numeroase astfel de mituri, dintre care câteva de mai sus și constată prezența aceleiași scheme în mituri: carne/pământ, oase/pietre, păr/plante, sânge/ape, ochi/soare; minte/lună, gând/nori, cap/cer, respirafie/vânt.

### Mitul potopului

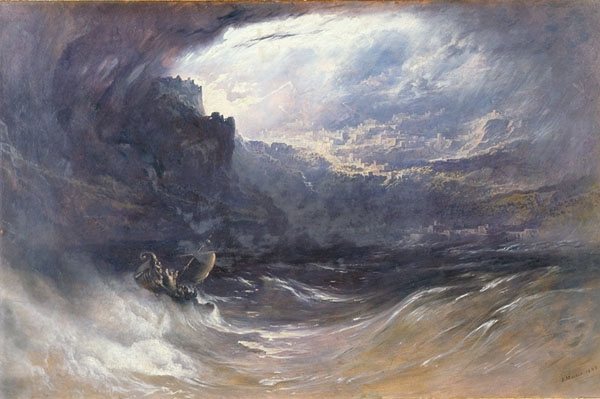
Potopul (1834) de John Martin

- În opera sumeriană Epopeea lui Ghilgameș, personajul eponim și familia sa se salvează de potop pe o barcă
- În mitologia greacă, Zeus îneacă omenirea și supraviețuiesc numai Deucalion, fiul lui Prometeu, și soția sa Pira
- În Vechiul Testament, potopul este pedeapsa divină pentru păcatele oamenilor

### Zeul care moare
Vezi și „katabază” și Iisus Hristos, în mitologie comparată
Multe mitologii reprezintă zeități care mor și adesea se întorc la viață, mai ales în Orientul Apropiat. Mulți profesori accentuează similaritățile dintre miturile reînvierii și episodul biblic al învierii lui Iisus Hristos.

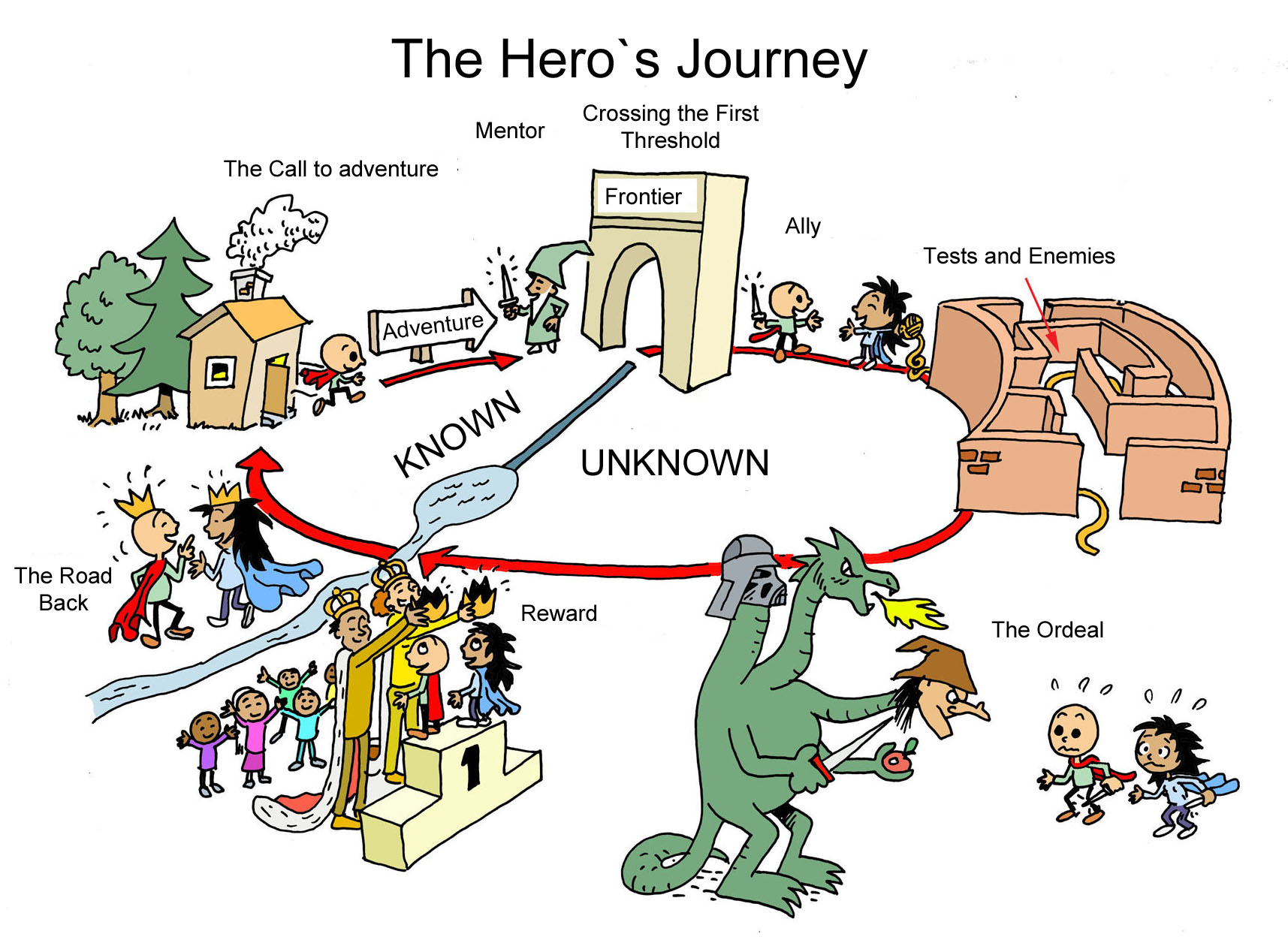
Monomitul și structura poveștile eroice

- În mitologia greacă, de unde își are originea termenul „katabază”, greacă κατάβασις, lit. „a o lua în jos”, Dionis-Zagreus
- Zeul mesopotamian Tammuz
- Osiris în mitologia egipteană

### Structura narativă a poveștilor eroice
Vezi și Monomit
Monomitul sau reprezintă o structură narativă în o categorie consistentă în cadrul poveștilor eroice în care eroul pleacă într-o aventură, înfruntă o criză și iese victorios, întorcându-se transformat. Astfel de exemple sunt:
- În folclorul românesc, Prâslea

### Axis mundi

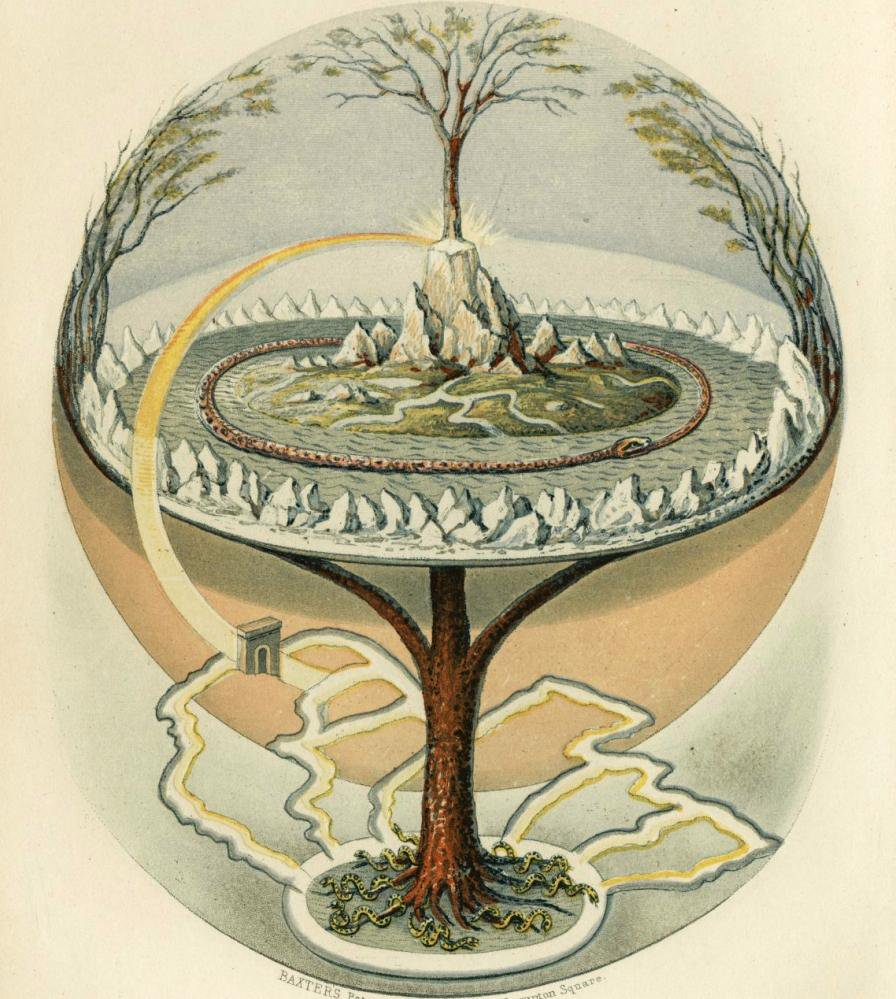
Yggdrasil (1847) de Oluf Olufsen Bagge

În anumite credințe, axis mundi (lit. „axa lumii”) se referă la centrul lumii, sau conexiunea dintre cer și pământ. Punctul în care aceasta atinge pământul se numește omphalos în limba greacă (lit. „buric”) reprezentând buricul pământului, locul de unde a început lumea. În diferite culturi este reprezentat de un element natural (un munte, un copac, o coloană de foc sau fum, etc.) sau făcut de om (un toiag, un turn, o scară, o coloană). Astfel de exemple suntȘ 
- Yggdrasil, copacul lumii în mitologia nordică
- Muntele Olimp în mitologia greacă
- Muntele mitologic Meru în mitologia indiană identificat ca fiind Muntele Kailash
- Turnul Babel și coloanele de fum și de foc în Vechiul Testament

Ca motiv apare și în texte religioase și în texte laice.

### Deus otiosus
Deus otiosus (latină „zeul inactiv”) este o ființă supremă care nu are niciun rol în viața religioasă. Adesea se consideră că a creat lumea și omul și s-a retras permanent în cer, câteodată chiar înainte să-ți termine creația. Este un fenomen întâlnit în special la civilizațiile în stadiul culesului și al vânătorii; se știe de obicei destul de puțin despre această entitate, având mituri simple și puțin numeroase. Este un subiect dezbătut aprins în teologie și este adesea prezent în literatură și filozofie, mai ales în discuții privind creștinismul.

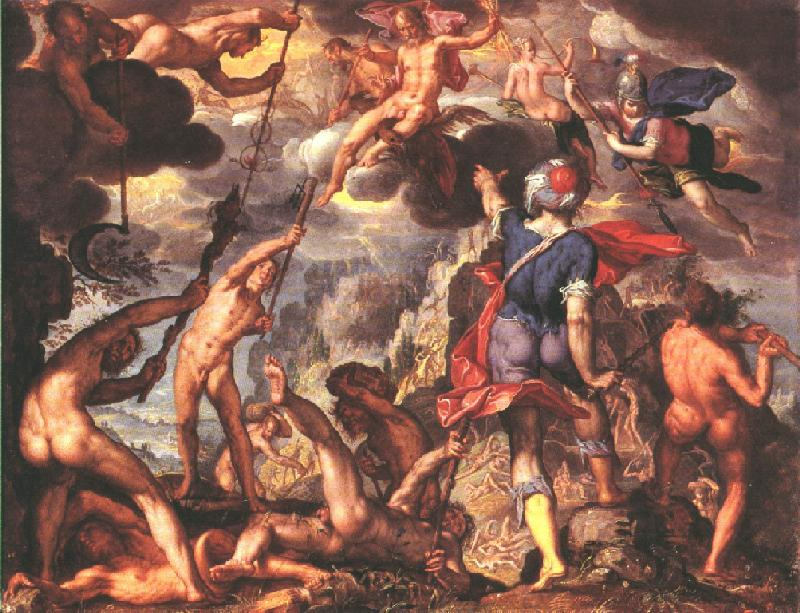
Joachim Wtewael (1600)

### Titanomahia
Termenul vine din greacă Τιτανομαχία și înseamnă „lupta cu titanii” sau „lupta titanilor”. Face referire la episodul din mitologia greacă al războiului dintre generația zeilor olimpieni și generația divină care le-a dat naștere, titanii.
În mitologia comparată, structura narativă a războiului dintre două categorii divine este un element comun: 
- Mitologia celtică: zeii se vieții și luminii se luptă cu zeii antici ai morții și întunericului, Fomorii
- În mitologia greacă
- Hinduism: zeii tineri Deva se luptă cu generația mai veche Asura („demoni”), deși sunt toți copiii aceluiași zeu.

Fie sub forma zeilor învingând demoni sau a ordinii învingând haosul, această structură narativă apare des, mai ales în mituri indo-europene. O teorie susține euhemerismul, și anume că aceste războaie mitice reprezintă invadarea de către un popor a unei alte culturi.

### Studiul mitologiei comparate în România
Interestul în mitologie comparată a acrescut în România în secolul XIX, marcat prin apariția culegătorilor de folclor. Printre cei mai tevotați se numărau cei interesați de observarea procesului creștinării dacilor prin studierea surselor vechi, ceea ce a dus ca sursele alese să fie cu precădere în acord cu aceste credințe. Alții au interpretat mitologia necreștină ca fiind fie de sorginte latină, printre care B. P. Hasdeu, fie de sorginte tracică.
B. P. Hasdeu a fost unul dintre primii filologi care a apreciat importanța noului domeniu de studiu al mitologiei comparate și importanța mitologiei ca o istorie primitivă a unui popor. Sub îndrumarea sa, Lazăr Șăineanu publică studiul comparativ al basmelor Basmele Române (1895).
Teoriile favorizând rădăcini tracice s-au bifurcat în curentul „neo-tracist”, reprezentat de Nicolae Densușianu în lucrarea sa Dacia Preistorică (1913). Celălalt curent, numit „moderat tracist” este reprezentat de Vasile Pârvan, în lucrarea sa Getica (1926).
Ovidiu Bîrlea în Antologia de Proză Populară (1966) a oferit drept explicație general valabilă pentru mitologie, faptul că omul proaspăt ieșit din sălbăticie a „simțit nevoia să asculte istorisiri, relatări despre isprăvi reale sau presupuse a se fi întîmplat.” Alături de Ion Mușlea, acesta mai publică Tipologia folclorului din răspunsurile la chestionarele lui B. P. Hașdeu (1971) unde a argumentat că mitologia ar putea fi bazată parțial pe momente în istorie trecute de trecerea timpului și repovestire în registrul fantastic. Mircea Eliade a reliefat faptul că dacă mitologia ar fi alcătuită doar din astfel de amintiri, ar fi pierdut din vedere aspectul filozofic și religios al miturilor, argumentând în acest sens cu mitul cosmogonic.
Romulus Vulcănescu a considerat mitologia locală drept o sinteză a influențelor dacice și romane, cu elemente alogene, modelată structural și tematic în perioada medievală, dar nu analizează datele adunate coform metodei comparative.

## Mitologia românească în relație cu celelalte
Vezi Mitologie românească

### Ileana Sânziana și Marea Zeiță
Vezi Ileana Cosânzeana

### Miorița și ritualuri de fertilitate
Vezi Miorița 

### Moș Crăciun
Vezi Moș Crăciun 

### Păcală
Vezi Păcală